# Adiemus (Lied)
Adiemus ist ein Lied des gleichnamigen walisischen Musikprojekts Adiemus von Karl Jenkins. Der Song ist die erste Singleauskopplung des Studioalbums Songs of Sanctuary und erschien im Jahr 1995. Bereits vor Singleveröffentlichung wurde das Lied als Musik in einem Werbefilm der US-amerikanischen Fluggesellschaft Delta Air Lines bekannt.

## Text
Adiemus hat einen Text aus erdachten Wörtern und soll laut dem Komponisten Karl Jenkins wie eine ethnische Musik klingen: “… the vocal sound should be more akin to those heard in ethnic or world music. The ‘words’ are invented; in this respect the work is a vocalise, albeit one in which the vowels and consonants are specified.” Auch die Blockflöte soll ‚ethnisch‘ klingen und der Musiker kann nach eigenem Ermessen Verzierungen hinzufügen. Statt Blockflöte kann auch eine Querflöte als Soloinstrument eingesetzt werden.

„Ariadiamus la-te ariadiamus da

Ari a natus la-te adua

A-ra-va-re-tu-e-va-te

A-ra-va-re-tu-e-va-te

A-ra-va-re-tu-e-va-te-la-te-a“

„Adiemus“ ähnelt zwar den lateinischen Wörtern „adeamus“ „lasst uns aufsuchen/kommen“, sowie „audiemus“ „wir werden hören“, es war aber eine reine lateinisch und wohlklingende Fantasiewortschöpfung von Karl Jenkins, deren Bedeutung er sich nicht bewusst war.

## Produktion
Der Instrumentalteil des Songs wurde vom London Philharmonic Orchestra eingespielt, der Gesang stammt von den britischen Sängerinnen Miriam Stockley und Mary Carewe. Autoren und Produzenten waren Karl Jenkins und Mike Ratledge.

## Musikvideo
Das unter der Regie von Tim Royes entstandene Musikvideo zu Adiemus zeigt eine Gruppe von Delfinen, die durch das Meer schwimmen und aus dem Wasser springen. Zudem läuft eine Frau durch eine Stadt, wo sie an verschiedenen Orten die Delfine aus dem Wasser springen sieht. Die Tiere sind ebenfalls auf Häuserfassaden zu sehen.

## Single

### Covergestaltung
Das Singlecover ist in blauen Farbtönen gehalten und zeigt vier Delfine aus dem zugehörigen Musikvideo, die aus dem Meer springen. Im Hintergrund sind Berge und Himmel zu sehen. Am oberen Bildrand steht der weiße Schriftzug Adiemus. Rechts im Bild befindet sich zudem die Anmerkung Der Song aus der Delta Werbung.

### Titelliste
1. Adiemus (Radio Mix) – 3:39
2. Adiemus (Main Extd. Version) – 5:24
3. Adiemus (Percussion Mix) – 5:56

### Chartplatzierungen
Adiemus stieg am 20. Februar 1995 auf Platz 85 in die deutschen Singlecharts ein und erreichte sieben Wochen später mit Rang sechs die höchste Platzierung, auf der es sich zwei Wochen halten konnte. Insgesamt hielt sich der Song 27 Wochen lang in den Top 100, davon sieben Wochen in den Top 10. Zudem erreichte die Single unter anderem Position vier in der Schweiz, Platz sieben in Österreich, Rang 16 in den Niederlanden und Position 48 im Vereinigten Königreich. In den deutschen Single-Jahrescharts 1995 belegte das Lied Platz 20.
| ChartsChartplatzierungen     | Höchstplatzierung | Wochen |
| ---------------------------- | ----------------- | ------ |
| Deutschland (GfK)            | 6 (27 Wo.)        | 27     |
| Österreich (Ö3)              | 7 (15 Wo.)        | 15     |
| Schweiz (IFPI)               | 4 (22 Wo.)        | 22     |
| Vereinigtes Königreich (OCC) | 48 (4 Wo.)        | 4      |

| ChartsJahrescharts (1995) | Platzierung |
| ------------------------- | ----------- |
| Deutschland (GfK)         | 20          |
| Österreich (Ö3)           | 32          |
| Schweiz (IFPI)            | 22          |

### Verkaufszahlen und Auszeichnungen
Adiemus wurde noch im Erscheinungsjahr in Deutschland für mehr als 250.000 Verkäufe mit einer Goldenen Schallplatte ausgezeichnet.
| Land/Region        | Auszeichnungen für Musikverkäufe (Land/Region, Auszeichnung, Verkäufe) | Verkäufe |
| ------------------ | ---------------------------------------------------------------------- | -------- |
| Deutschland (BVMI) | Gold                                                                   | 250.000  |
| Insgesamt          | 1× Gold ·                                                              | 250.000  |

## Coverversionen
Im Jahr 2000 veröffentlichte der italienische Techno-DJ Mauro Picotto eine elektronische Coverversion des Songs mit dem Titel Proximus. Die Single erreichte unter anderem Platz 18 der deutschen Charts und konnte sich neun Wochen in den Top 100 halten.